# سباستین گریزبک
سباستین گریزبک (انگلیسی: Sebastian Griesbeck؛ زادهٔ ۳ اکتبر ۱۹۹۰) بازیکن فوتبال اهل آلمان است.
از باشگاه‌هایی که در آن بازی کرده‌است می‌توان به باشگاه فوتبال اولم ۱۸۴۶ و باشگاه فوتبال هایدنهایم اشاره کرد.